# Aizubange
Aizubange (会津坂下町, Aizubange-machi) est une ville japonaise située dans la préfecture de Fukushima.
Sa population au 1er février 2015 est estimée à 16 416 habitants.

## Jumelage
- Kitamoto (Japon), depuis 1992.